# Alsumpskogar i Gynkelstorp
Alsumpskogar i Gynkelstorp este o arie protejată (arie specială de conservare — SAC, sit de importanță comunitară — SCI) din Suedia întinsă pe o suprafață de 9,4 ha, integral pe uscat.

## Localizare
Centrul sitului Alsumpskogar i Gynkelstorp este situat la coordonatele 57°05′45″N 14°44′39″E / 57.0957°N 14.7442°E.

## Înființare
Situl Alsumpskogar i Gynkelstorp a fost declarat sit de importanță comunitară în ianuarie 2002 pentru a proteja un număr necunoscut de specii din flora spontană și fauna sălbatică aflate în arealul zonei. Situl a fost protejat și ca arie specială de conservare în martie 2011.

## Biodiversitate
Situată în ecoregiunea boreală, aria protejată conține 3 habitate naturale: Păduri caducifoliate de mlaștină fino-scandinave, Mlaștini împădurite, Taiga vestică.
La baza desemnării sitului se află un număr nedeclarat de specii protejate.